# Nan Hua Temple
Nan Hua Temple is de grootste boeddhistische tempel en seminarie in Afrika. Het ligt in de wijk Cultura Park van Bronkhorstspruit in Zuid-Afrika. Nan Hua Temple is ook het hoofdkwartier van Fo Guang Shan op het continent Afrika.
De boeddhistische stroming van deze tempel is de Linji Chan-school en de Pure Land boeddhisme-school.
Op 8 maart 1992 bezocht de toenmalige minister van religie van Zuid-Afrika het eiland Formosa. Daar wilde hij meer investeerders aantrekken naar Zuid-Afrika. Een van de middelen was het doneren van zes hectare grond aan Fo Guang Shan om een boeddhistisch tempelcomplex te bouwen. De bouw van het tempelcomplex begon in 1992. De hoofdtempel werd in 2005 officieel geopend.
Het tempelcomplex is niet alleen voor de Chinese Zuid-Afrikanen bedoeld, maar voor iedereen die het wil bezoeken.
Op 30 oktober 2002 plaatste de Boeremag, een militante rechtse Afrikaanse beweging, een bom in de kelder van de tempel. Twee tempelbeheerders werden licht verwond. De bom ging niet volledig af, waardoor hij niet de beoogde kracht had. Tijdens de mislukte bomaanslag waren er ongeveer 150 gelovigen in de tempel. Zuid-Afrikaanse politici keurden de handelingen van de Boeremag af.